# Journal of Marketing Research
Das Journal of Marketing Research (JMKR) ist eine sechsmal jährlich erscheinende wissenschaftliche Zeitschrift zum Thema Marketing.

## Rezeption
Das Zeitschriften-Ranking VHB-JOURQUAL 2.1 (2011) stuft die Zeitschrift in die beste Kategorie A+ ein. Der Thomson Reuters Impact Factor liegt bei 3.1.